# Usina Hidrelétrica de Pai Querê
A Usina Hidrelétrica de Pai Querê é um projeto de construção do Governo Federal. Poderá ser localizada no Rio Pelotas, entre os municípios de Bom Jesus (RS) e Lages (SC), em um desnível de aproximadamente 150 metros em um trecho de 80 km de rio. Teria capacidade máxima instalada de 290 MW. Seriam alagados cerca de 6.100 hectares da Zona Núcleo da Reserva da Biosfera da Mata Atlântica, Patrimônio Mundial, segundo a UNESCO
Está em processo de licenciamento pelo Ibama. Em função da magnitude e amplitude dos impactos socioambientais previstos, pesquisadores e movimentos sociais se opõe fortemente a construção da Usina Hidrelétrica de Pai Querê.  Mesmo sem um parecer defitivo do Ibama, o projeto está incluído no Programa de Aceleração do Crescimento (PAC). 
Pertence ao Consórcio Empresarial Pai Querê (CEPAQ), constituído por: Grupo Votorantim (43,75%), Alcoa (43,75%) e DME Energética (12,5%). A concepção inicial do projeto se dá no final da década de 70, durante o regime militar no Brasil. Em  2001, o consórcio adquire e a concessão pública da Agência Nacional de Energia Elétrica (ANEEL) e passa a ser responsável pelo projeto. 